# I miserabili (manga)
I miserabili (レ・ミゼラブル?, Re Mizeraburu, lett. "Les Misérables") è un manga del 2013 scritto e disegnato da Takahiro Arai, liberamente ispirato al celebre romanzo omonimo di Victor Hugo.

## Trama
In seguito all'incontro con il vescovo Myriel, caritatevole e devoto, l'ex-galeotto Jean Valjean decide di cambiare vita e di indirizzarla completamente al bene; l'uomo, che ormai ha quarantasette anni, si trova inoltre a doversi occupare di Cosette, la piccola bambina della prostituta Fantine.

## Manga
Il manga, scritto e disegnato da Takahiro Arai, è stato serializzato dal 12 settembre 2013 al 12 maggio 2016 sulla rivista Monthly Shōnen Sunday edita da Shōgakukan. I vari capitoli sono stati raccolti in otto volumi tankōbon pubblicati dal 12 dicembre 2013 al 12 luglio 2016.
In Italia la serie è stata pubblicata da RW Edizioni sotto l'etichetta Goen nella collana Kokeshi Collection dal 5 dicembre 2020 al 24 settembre 2021.

### Volumi
| 1 | 12 dicembre 2013 | ISBN 978-40-9124-536-6 | 5 dicembre 2020   | ISBN 978-88-6712-774-0 |
| 1 | Capitoli Prima parte - Fantine - 1. Jean Valjean il caduto - 2. Myriel il giusto - 3. Pianto dirotto |                        |                   |                        |
| 2 | 11 aprile 2014 | ISBN 978-40-9124-687-5 | 21 dicembre 2020  | ISBN 978-88-6712-823-5 |
| 2 | Capitoli - 4. Allegra fine dell'allegria - 5. Una madre ne incontra un'altra - 6. Il signor Madeleine in lutto - 7. La discesa |                        |                   |                        |
| 3 | 12 agosto 2014 | ISBN 978-40-9125-200-5 | 29 gennaio 2021   | ISBN 978-88-6712-861-7 |
| 3 | Capitoli - 8. Javert - 9. Come Jean poté diventare Champ - 10. L'affare Champmathieu Seconda parte - Cosette - 1. Il numero 24061 diventa il numero 9430 |                        |                   |                        |
| 4 | 9 gennaio 2015 | ISBN 978-40-9125-518-1 | 28 maggio 2021    | ISBN 978-88-9284-088-1 |
| 4 | Capitoli - 2. Cosette fianco a fianco nell'ombra con lo sconosciuto - 3. L'astuzia di Thérnadier - 4. La stamberga Gorbeau Terza parte - Marius - 1. Nonno e nipote - 2. Il caffè Musain                                                                      |                        |                   |                        |
| 5 | 12 maggio 2015 | ISBN 978-40-9126-110-6 | 28 maggio 2021    | ISBN 978-88-6712-847-1 |
| 5 | Capitoli - 3. Marius, cercando una fanciulla, incontra un uomo - 4. La spia della provvidenza - 5. Gli uomini feroci nella tana - 6. Jondrette, quasi quasi, piange                                                                                           |                        |                   |                        |
| 6 | 9 ottobre 2015 | ISBN 978-40-9126-338-4 | 25 giugno 2021    | ISBN 978-88-9284-110-9 |
| 6 | Capitoli Quarta parte - Poesia lirica e poesia epica - 1. L'idillio di Via Plumet e l'epopea di Via Saint Denis - 2. Il corteo funebre dei prigionieri - 3. Un cuore sotto a una pietra - 4. Il piccolo Gavroche - 5. Cuore vecchio e cuore giovane di fronte |                        |                   |                        |
| 7 | 11 marzo 2016 | ISBN 978-40-9127-040-5 | 17 settembre 2021 | ISBN 978-88-9284-132-1 |
| 7 | Capitoli - 6. L'uomo reclutato in Via delle Billettes - 7. Dopo l'agonia della vita c'è quella della morte Quinta parte - Jean Valjean - 1. Gli artiglieri si fanno prendere sul serio - 2. I due amici: il digiuno e l'ubriaco                               |                        |                   |                        |
| 8 | 12 luglio 2016 | ISBN 978-40-9127-350-5 | 24 settembre 2021 | ISBN 978-88-9284-164-2 |
| 8 | Capitoli - 3. Il lembo della giubba lacerato - 4. Javert sgomento - 5. Quale oscurità può contenere una rivelazione - 6. Suprema ombra, suprema aurora |                        |                   |                        |